# Distretto di Binh Dai
Il distretto di Binh Dai (vietnamita: Bình Đại) è un distretto (huyện) del Vietnam che nel 2003 contava 131.813 abitanti.
Occupa una superficie di 381 km² nella provincia di Ben Tre. Ha come capitale la città omonima.